# Na krásném modrém Dunaji

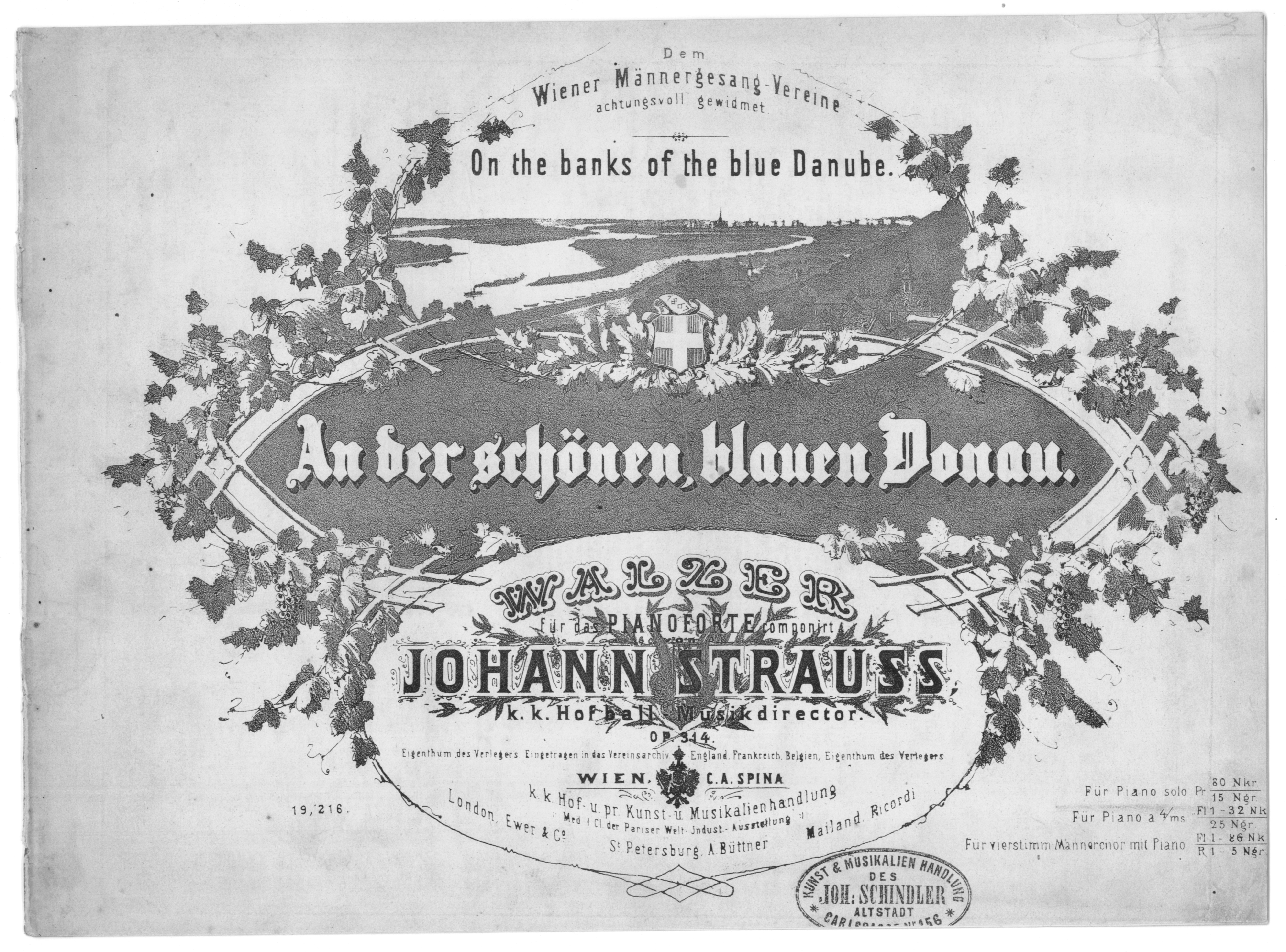
Titulní list prvního vydání, 1867

Na krásném modrém Dunaji (německy An der schönen blauen Donau nebo krátce Donauwalzer) je valčík od Johanna Strausse mladšího s opusovým číslem 314. Byl zkomponován na přelomu let 1866 a 1867, premiéru vykonal 15. února 1867 sbor Wiener Männergesang-Verein a koncertní verze byla poprvé uvedena 10. března 1867 ve vídeňských Lidových sadech. Jde o jeden z nejznámějších valčíků vůbec, stal se rychle „tajnou hymnou Rakouska“ a ve Vídni se uvádí vždy jako součást slavnostního novoročního koncertu Vídeňských filharmoniků.